# Alternativa Popolare
Alternativa Popolare (AP) è un partito politico italiano, d'ispirazione cristiano democratica e conservatrice, fondato il 18 marzo 2017, successore del dissolto Nuovo Centrodestra, che era nella maggioranza parlamentare che sostenne il governo Gentiloni, all'interno del quale esprimeva tre ministri e diversi sottosegretari.
Dal giugno 2022 il partito è guidato dal coordinatore nazionale, Stefano Bandecchi, imprenditore e fondatore dell’Università Nicolò Cusano e sindaco di Terni.

## Storia

### La fondazione

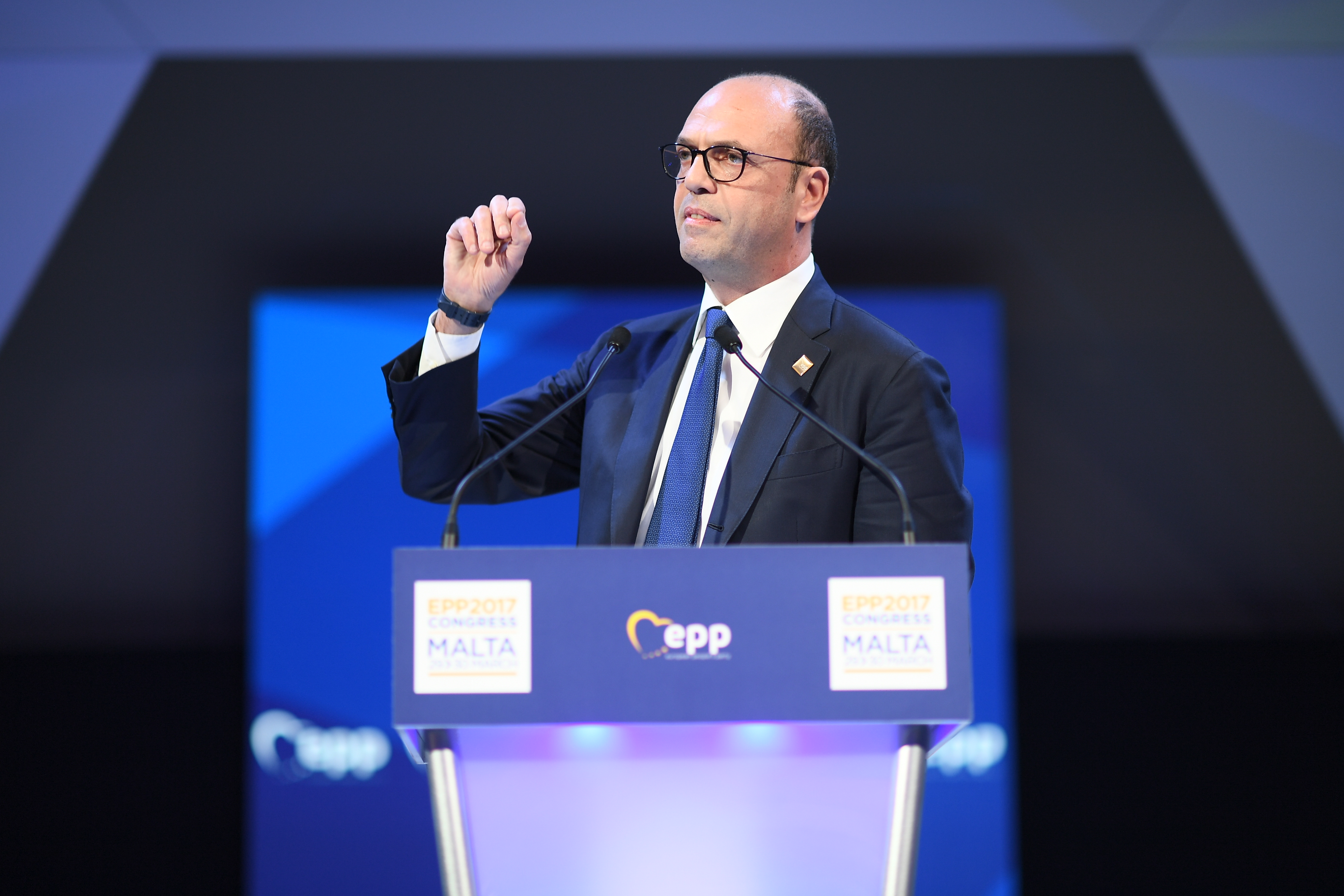
Angelino Alfano, fondatore e primo presidente del partito, al Congresso del PPE nel 2017.

Tale formazione viene ufficialmente lanciata da Angelino Alfano il 18 marzo 2017 al "Centro Congressi Alibert" di Roma, facendo confluire l'NCD, con l'obiettivo di costruire un'alleanza di centro-destra con Forza Italia, pur essendo in contrasto con la Lega Nord e Fratelli d'Italia, ritenuti "populisti". Sempre Alfano ha anche proposto le elezioni primarie per selezionare il candidato di centro-destra alla Presidenza del Consiglio.
Nei giorni successivi (rispettivamente il 21 e il 29 marzo), i gruppi parlamentari comuni tra Nuovo Centrodestra e Centristi per l'Europa vengono rinominati in "Alternativa Popolare-Centristi per l'Europa-NCD". Al momento della fondazione il partito può contare su 26 deputati, 23 senatori e 1 europarlamentare.
Il partito si presenta per la prima volta agli elettori in occasione delle elezioni amministrative del 2017, in cui Alternativa Popolare, tra i comuni di capoluogo, ha ottenuto il 2,3% ad Asti, il 5,6% a La Spezia, il 4,3% a Monza, il 3,2% a Padova, il 4,9% a Frosinone, il 4,2% a Parma, il 2,1% a Lecce, il 9,1% a Catanzaro e l'1,3% a Taranto, mentre in Campania ottiene complessivamente il 6% dei voti.
L'11 maggio viene nominata la prima segreteria di Alternativa Popolare, formata da Maurizio Lupi, Antonio Gentile, Dore Misuraca e Sergio Pizzolante.

### Le prime defezioni
A giugno i deputati Antonino Minardo e Andrea Causin entrano inaspettatamente in Forza Italia, mentre il 28 giugno il deputato Raffaele Calabrò viene nominato rettore dell'Università Campus Bio-medico di Roma, dimettendosi quindi dalla Camera dei Deputati; gli subentra Amedeo Laboccetta (già deputato del PdL nella XVI Legislatura), che aderisce però a Forza Italia.
Il 19 luglio 2017 il ministro per gli affari regionali Enrico Costa rassegna le proprie dimissioni da ministro ed entra nel gruppo misto alla Camera. Il giorno seguente tocca al sottosegretario di Stato al Ministero del lavoro e delle politiche sociali Massimo Cassano, che diversi giorni dopo entra in Forza Italia, mentre il presidente della 6ª Commissione Finanze Maurizio Bernardo lascia AP e aderisce al Partito Democratico.
Negli stessi giorni rientrano in Forza Italia anche il deputato Gianfranco Sammarco e il consigliere regionale del Lazio Giuseppe Cangemi.
Il 26 settembre 2017 Alfano decide di nominare Maurizio Lupi quale coordinatore nazionale del partito.

### Elezioni regionali in Sicilia del 2017
Per quanto riguarda le elezioni regionali in Sicilia del 2017 il partito raggiunge un accordo con il Partito Democratico e il centro-sinistra per il sostegno, quale candidato presidente, al rettore dell'Università di Palermo Fabrizio Micari, con Giovanni La Via, europarlamentare e capodelegazione di AP al Parlamento europeo, come suo vicepresidente della Regione in caso di vittoria.
La decisione di sostenere Micari provoca l'abbandono di tre deputati dell'Assemblea regionale siciliana di AP, che si schierano invece con il candidato del centro-destra Nello Musumeci: Antonino Germanà e Giovanni Lo Sciuto tornano in Forza Italia, mentre Pietro Alongi aderisce all'Unione di Centro. Negli stessi giorni anche il coordinatore regionale di AP in Sicilia Francesco Cascio rientra in Forza Italia.
Alternativa Popolare si presenta alla competizione unitamente al movimento dei Centristi per l'Europa di Gianpiero D'Alia, costituendo la lista comune Alternativa Popolare-Centristi per Micari.
La lista, nonostante i pronostici, non riesce a superare la soglia di sbarramento regionale del 5%, attestandosi al 4,18%.

### La "separazione consensuale"
Il 6 dicembre 2017 il presidente del partito Angelino Alfano annuncia la sua intenzione di non ricandidarsi alle elezioni politiche del 2018. Nei giorni successivi si intensificano gli scontri tra l'ala del partito favorevole al ritorno nel centro-destra (guidata da Maurizio Lupi, Roberto Formigoni e Gabriele Albertini) e quella favorevole a mantenere l'alleanza col centro-sinistra di Matteo Renzi (guidata da Beatrice Lorenzin e Fabrizio Cicchitto).
Il 12 dicembre 2017 la Direzione Nazionale di AP approva all'unanimità una mozione che sancisce la "separazione consensuale" delle due ali del partito: l'ala a sinistra del partito mantiene il simbolo e il nome di Alternativa Popolare, mentre quella di destra riacquista il nome e il simbolo del dissolto Nuovo Centrodestra, dando successivamente vita alla lista elettorale Noi con l'Italia. Viene però deliberato che i due gruppi parlamentari restino uniti fino allo scioglimento delle Camere.
Il 18 dicembre 2017 la Direzione Nazionale del partito solleva Lupi dalla carica di coordinatore nazionale, sostituendolo col sottosegretario di Stato al Ministero dello sviluppo economico Antonio Gentile.

### Elezioni politiche e regionali del 2018

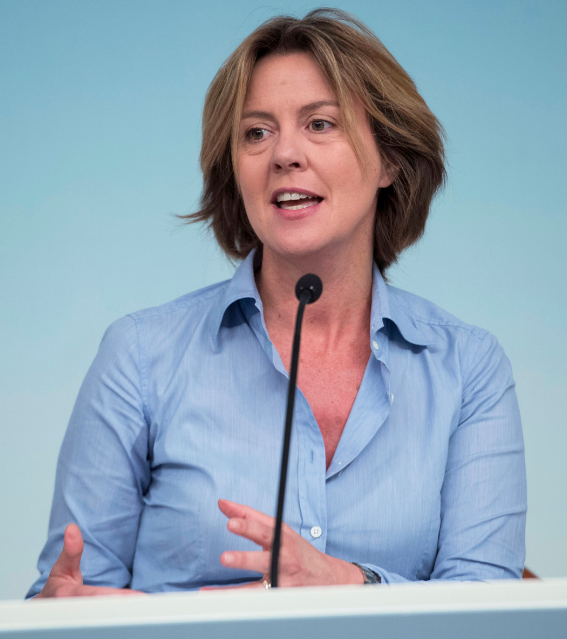
Beatrice Lorenzin, coordinatrice del partito e leader di Civica Popolare, nel 2017.

Il 29 dicembre 2017, all'interno della coalizione di centro-sinistra alle elezioni politiche del 2018, Beatrice Lorenzin costituisce la lista Civica Popolare, di cui è leader, che riunisce, oltreché Alternativa Popolare, i Centristi per l'Europa di Pier Ferdinando Casini, Unione per il Trentino di Lorenzo Dellai, L'Italia è Popolare di Giuseppe e Ciriaco De Mita e l'Italia dei Valori di Ignazio Messina. I candidati di AP nei collegi uninominali sono 7 alla Camera (i parlamentari uscenti Lorenzin, Mario Dalla Tor, Nico D'Ascola, Sergio Pizzolante, Gabriele Toccafondi e Guido Viceconte, più Angelo Capelli) e 3 al Senato (gli uscenti Gioacchino Alfano, Paolo Alli e Federica Chiavaroli).
Il 31 dicembre 2017 Antonio Gentile si dimette dalla carica di coordinatore di AP e annuncia il suo riavvicinamento a Forza Italia di Silvio Berlusconi, nonostante questo non si dimette dall'incarico di sottosegretario al Mise.
Alle elezioni regionali in Lombardia del 2018, Alternativa Popolare (sempre in Civica Popolare), dopo aver governato per cinque anni, dapprima come PdL, poi come NCD, con la Presidenza Maroni di centro-destra, per la quale Angelo Capelli è autore della riforma sanitaria, sostiene il candidato di centro-sinistra Giorgio Gori, come da allineamento nazionale. Raffaele Cattaneo e la maggioranza degli esponenti di Lombardia Popolare, ramo lombardo del partito, aderiscono a Noi con l'Italia per supportare Attilio Fontana in continuità con il centro-destra.
Per le elezioni regionali nel Lazio del 2018 viene in un primo momento mantenuta la linea nazionale e Civica Popolare sostiene il Presidente uscente Nicola Zingaretti con il centro-sinistra, nonostante gli ex rappresentanti del predecessore NCD, e prima ancora PdL, fossero stati cinque anni all'opposizione con il centro-destra, come da elezione nel 2013. 
Nel gennaio del 2018 Beatrice Lorenzin conferma che, a causa dell'apertura a Liberi e Uguali da parte di Zingaretti, Civica Popolare correrà da sola alle regionali nel Lazio con Jean-Léonard Touadi, ex collaboratore proprio di Zingaretti.
L'11 febbraio 2018 l'europarlamentare Giovanni La Via lascia AP e torna in Forza Italia; così il partito perde la propria rappresentanza al Parlamento europeo.
A seguito di un deludentissimo 0,5% dei voti, Civica Popolare non raggiunge la soglia di sbarramento. Di AP soltanto Beatrice Lorenzin e Gabriele Toccafondi risulteranno eletti nei loro collegi uninominali. Anche le sfide regionali si riveleranno un flop: CP non andrà oltre lo 0,4% in Lombardia e lo 0,2% nel Lazio. In seguito a questi deludenti risultati, Civica Popolare-AP (nome adottato come componente del gruppo misto alla Camera) non corre né alle elezioni regionali in Molise, né a quelle in Friuli-Venezia Giulia.
Il 27 settembre 2018 la Direzione Nazionale del partito nomina come nuovo presidente Paolo Alli, ex deputato di NCD/AP, sostituendo il dimissionario Angelino Alfano.

### Elezioni europee del 2019, fine di Civica Popolare e ulteriori defezioni
Alle elezioni regionali in Abruzzo del 2019 AP si presenta inserendo propri candidati (tra cui il consigliere uscente Giorgio D'Ignazio) nella lista di +Europa-Centro Democratico, a sostegno del candidato di centro-sinistra Giovanni Legnini: il modesto risultato della lista, 2,36%, non consente di eleggere alcun consigliere.
In vista delle elezioni europee del 26 maggio AP decide di porre fine all'esperienza di Civica Popolare, ne esce e forma una lista elettorale insieme al Popolo della Famiglia di Mario Adinolfi. Valentina Castaldini, già portavoce di AP e consigliere dell’ex ministro Enrico Costa, lascia il partito e viene candidata da Forza Italia nella Circoscrizione Italia nord-orientale.
Il 19 settembre 2019, in seguito all'uscita di Matteo Renzi dal Partito Democratico con il suo Italia Viva, Gabriele Toccafondi e Beatrice Lorenzin lasciano AP; Toccafondi entra nel partito di Renzi mentre la Lorenzin si iscrive al PD. AP perde quindi la propria rappresentanza in Parlamento.

### Federazione con Popolo Protagonista e ritorno in Parlamento
Il 6 maggio 2020 AP riprende la sua rappresentanza in Parlamento, questa volta con l'esclusivo potere di deroga, grazie al patto federativo con Popolo Protagonista di Gianluca Rospi, Michele Nitti e Antonio Zennaro (tutti ex M5S) con la creazione della componente Popolo Protagonista-Alternativa Popolare del Gruppo misto, cui aderisce in seguito anche la deputata Fabiola Bologna. La componente si posiziona nell'area di maggioranza in appoggio esterno al Governo Conte II.
L'accordo tra AP e Popolo Protagonista, esteso in seno al Partito Popolare Europeo anche a Popolari per l'Italia, ha "l'obiettivo condiviso di avviare un nuovo progetto politico: quello di rilanciare il Partito Popolare" e "ritornare a una visione popolare, a una coesione tra politica ed etica per fare in modo che la dignità dell’uomo, del lavoro e dei giovani venga messa di nuovo in primissimo piano".
Alle elezioni regionali in Campania del 2020 in una lista con i Moderati appoggia il Governatore uscente di centro-sinistra Vincenzo De Luca eleggendo un consigliere.
In data 23 settembre 2020 i deputati Michele Nitti e Antonio Zennaro lasciano la componente, che però non cessa grazie alla precedente adesione di Fausto Longo del PSI. In data 5 ottobre 2020 la componente Popolo Protagonista-Alternativa Popolare ha modificato la propria denominazione in Popolo Protagonista-Alternativa Popolare (AP)-Partito Socialista Italiano (PSI).
In data 27 ottobre 2020 la senatrice Tiziana Drago lascia il Movimento 5 Stelle e aderisce al gruppo misto, seguendo le orme di Gianluca Rospi. Il partito torna così ad avere un rappresentante anche al Senato.
Il 23 dicembre 2020 PP e AP passano all’opposizione del governo in seguito al voto contrario sulla legge di bilancio. Longo del PSI lascerà quindi la componente.

### Alleanza con Toti, l'abbandono di Popolo Protagonista e Coraggio Italia
Il 10 febbraio 2021 il deputato di Cambiamo! Giorgio Silli aderisce alla componente del Misto Popolo Protagonista-Alternativa Popolare (A.P.). Fanno parte della componente i deputati Gianluca Rospi, Fabiola Bologna e Giorgio Silli. In data 16 febbraio 2021, la componente modifica il nome da "Popolo Protagonista-A.P." in "Cambiamo!-Popolo Protagonista", determinando dunque l'uscita di Alternativa Popolare che perde la rappresentanza parlamentare.

### Leadership di Bandecchi

#### XXVII Congresso del PPE

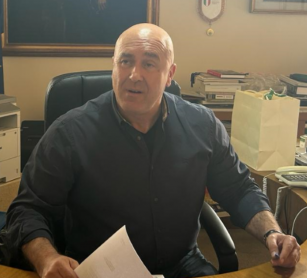
Stefano Bandecchi, leader e coordinatore del partito dal 2022.

Tra il 31 maggio e il 1º giugno 2022 il partito partecipa al XXVII Congresso del Partito Popolare Europeo a Rotterdam. Il 15 giugno il presidente del partito Alli nomina come coordinatore nazionale del partito Stefano Bandecchi, co-fondatore e dal 2021 presidente del Consiglio di amministrazione dell'Università degli Studi "Niccolò Cusano" nonché proprietario della Ternana Calcio.

#### Elezioni politiche del 2022 ed elezioni del 2023
In vista delle elezioni politiche anticipate del 2022, il coordinatore Bandecchi avrebbe dovuto essere candidato nel collegio uninominale Umbria - 01 (Terni) per la lista elettorale Azione - Italia Viva, in accordo con Italia Viva di Matteo Renzi, ma successivamente la candidatura salta per il dissenso mostrato dal capolista e leader della lista Carlo Calenda.
Alle elezioni regionali in Lombardia e nel Lazio del febbraio 2023 Alternativa Popolare sostiene i candidati della coalizione di centro-destra Attilio Fontana e Francesco Rocca, con dei propri candidati inseriti nelle rispettive liste civiche "Lombardia Ideale - Fontana Presidente" e "Lista Civica Francesco Rocca Presidente".
Alle amministrative dello stesso anno Bandecchi viene eletto al ballottaggio sindaco di Terni, sostenuto da AP e da tre liste civiche (tra cui una sostenuta da Italexit), mentre alle provinciali trentine del 2023 il partito presenta una propria lista a sostegno di Sergio Divina e guidata dal consigliere uscente Ivano Job, eletto inizialmente con la Lega; la lista però con lo 0,97% non elegge alcun consigliere.

#### Congresso ed elezioni del 2024
Tra il 27 e 28 gennaio 2024 si tiene a Terni il congresso programmatico di Alternativa Popolare, durante il quale viene presentato il simbolo Alternativa Popolare con Bandecchi per l'Europa. Alle elezioni europee del 2024 AP non si apparenta con nessun partito sostenendo di avere l'esenzione dalla raccolta firme in virtù dell'appartenenza al Partito Popolare Europeo, tuttavia le liste non vengono inizialmente ammesse in tutte le circoscrizioni, cosa che poi avverrà dopo alcuni ricorsi in Cassazione . Il coordinatore Bandecchi è candidato in tutte le circoscrizioni e raccoglie circa 17.000 preferenze personali ma la lista con lo 0,39% non supera la soglia di sbarramento del 4%.
Alle comunali di Livorno svoltesi nello stesso mese Alternativa Popolare sceglie di sostenere la candidatura a sindaco di Costanza Vaccaro, consigliere comunale di opposizione fuoriuscita dalla Lega, la quale ottiene il seggio in minoranza con la lista di Bandecchi che raccoglie però solo il 2,52%.
L'8 luglio 2024 Bandecchi ha annunciato la sua candidatura per AP alla presidenza della Regione Umbria dell’autunno seguente, tuttavia il 12 settembre dello stesso anno dichiara che è stato raggiunto un accordo nazionale per far entrare il partito nella coalizione di centro-destra; di conseguenza rinuncia alla propria candidatura sostenendo l'uscente Donatella Tesei. Alle regionali in Liguria di ottobre AP presenta una propria lista a sostegno di Marco Bucci raccogliendo però solo lo 0,34%: Bandecchi è candidato in prima persona e raccoglie poco più di 200 preferenze su tre province. In Emilia-Romagna sostiene Elena Ugolini senza presentarsi mentre in Umbria, nella sconfitta di Donatella Tesei, la lista di AP raccoglie il 2,16% (il 12% solo a Terni, città amministrata da Bandecchi) senza eleggere alcun consigliere.
Il 20 gennaio 2025 Bandecchi annuncia l'uscita di Alternativa Popolare dalla coalizione di centro-destra.

## Ideologia
I suoi riferimenti culturali sono innanzitutto riconducibili alle posizioni democristiane ed europeiste espresse dal Partito Popolare Europeo. I principali punti ideologici del partito includono: centralità della persona e della famiglia; economia sociale di mercato che coniughi libera iniziativa e solidarietà; attenzione alla sostenibilità ambientale e allo sviluppo sostenibile; rafforzamento del processo di integrazione europea verso gli Stati Uniti d'Europa; alleanza atlantica; promozione della pace e della cooperazione internazionale. Il manifesto del partito fa esplicito riferimento alla tradizione ideale del Partito Popolare Europeo e al retaggio storico e culturale di Sturzo e De Gasperi.
I cardini del programma politico sono: riforme istituzionali tese a realizzare un federalismo solidale; politiche per la famiglia e il lavoro; investimenti nell'istruzione e nell'innovazione; tutela dell'ambiente e transizione ecologica equilibrata; rafforzamento del ruolo internazionale dell'Italia ed espansione del processo di integrazione europea.
Altri temi hanno riguardato la tutela delle famiglie, una visione garantista della giustizia, la necessità di riduzione delle tasse e del cuneo fiscale nel mercato del lavoro, agevolazioni per gli imprenditori che assumono giovani, la modifica dell'Articolo 18, la rinegoziazione del Fiscal Compact, la riduzione del debito pubblico, la trasparenza dei mercati finanziari, l'approvazione di ulteriori liberalizzazioni di beni e servizi, nonché l'ammodernamento del sistema infrastrutturale.
Nel campo dei diritti civili, il coordinatore nazionale Stefano Bandecchi si è definito liberale, aprendo al riconoscimento dei figli nati da coppie dello stesso sesso e dichiarandosi a favore di aborto, legalizzazione della cannabis, matrimoni e adozioni gay.

## Struttura

### Organi interni

#### Presidente
- Angelino Alfano (18 marzo 2017 - 27 settembre 2018)
- Paolo Alli (dal 27 settembre 2018)

#### Coordinatore
- Maurizio Lupi (26 settembre 2017 - 18 dicembre 2017)
- Antonio Gentile (18 dicembre 2017 - 29 dicembre 2017)
- Beatrice Lorenzin (29 dicembre 2017 - 19 settembre 2019)
- Stefano Bandecchi (dal 15 giugno 2022)

#### Vicecoordinatore
- Antonio Gentile (4 ottobre 2017 - 18 dicembre 2017)

#### Portavoce
- Valentina Castaldini (18 marzo 2017 - maggio 2019)
- Davide Tedesco (dal 8 febbraio 2024)

#### Tesoriere
- Paolo Alli (18 marzo 2017 - 27 settembre 2018)
- Angelo Capelli (dal 27 settembre 2018)

### Presidenti dei gruppi parlamentari

#### Camera dei deputati
- 18 marzo 2017 – 22 marzo 2018: Maurizio Lupi, vice: Dorina Bianchi & Sergio Pizzolante
- 23 marzo 2018 – 19 settembre 2019: Beatrice Lorenzin[94]

#### Senato della Repubblica
- 18 marzo 2017 – 22 marzo 2018: Laura Bianconi, vice: Ulisse Di Giacomo & Pippo Pagano

#### Parlamento europeo
- 18 marzo 2017 – 11 febbraio 2018: Giovanni La Via

## Nelle istituzioni

### Camera dei deputati
Gruppo Alternativa Popolare-Centristi per l'Europa-NCD-Noi con l'Italia
| XVII Legislatura |
| ---------------- |
| 21 deputati      |

Gruppo misto componente Civica Popolare-AP-PSI-Area Civica (CP-A-PS-A)
| XVIII Legislatura |
| ----------------- |
| 2 deputati        |

### Senato della Repubblica
Gruppo Alternativa Popolare-Centristi per l'Europa-NCD
| XVII Legislatura |
| ---------------- |
| 21 senatori      |

| XVIII Legislatura |
| ----------------- |
| 0 senatori        |

### Parlamento europeo
Gruppo del Partito Popolare Europeo
| VIII legislatura |
| ---------------- |
| 2 eurodeputati   |

| IX legislatura |
| -------------- |
| 0 eurodeputati |

### Ministri della Repubblica Italiana
- Governo Gentiloni
  - Enrico Costa, Ministro per gli affari regionali con delega alle politiche per la famiglia (fino al 19/07/2017)
  - Angelino Alfano, ministro per gli affari esteri e cooperazione internazionale
  - Beatrice Lorenzin, Ministro della salute

## Risultati elettorali
| Elezione                       | Elezione       | Voti               | %                  | Seggi   |
| ------------------------------ | -------------- | ------------------ | ------------------ | ------- |
| Politiche 2018                 | Camera         | In Civica Popolare | In Civica Popolare | 2 / 630 |
| Politiche 2018                 | Senato         | In Civica Popolare | In Civica Popolare | 0 / 315 |
| Europee 2019 a                 | Europee 2019 a | 114 531            | 0,43               | 0 / 73  |
| Europee 2024                   | Europee 2024   | 91 395             | 0,39               | 0 / 76  |
| a Con Il Popolo della Famiglia |                |                    |                    |         |